# ميتشيل كروجر
ميتشيل كروجر (بالإنجليزية: Mitchell Krueger)‏ هو لاعب كرة مضرب أمريكي، ولد في 12 يناير 1994 في فورت وورث في الولايات المتحدة.

## وصلات خارجية
- ميتشيل كروجر على موقع رابطة محترفي التنس (الإنجليزية)
- ميتشيل كروجر على موقع الاتحاد الدولي لكرة المضرب (الإنجليزية)
- ميتشيل كروجر على موقع خلاصة التنس.كوم (الإنجليزية)
- ميتشيل كروجر على موقع إي إس بي إن.كوم (الإنجليزية)